# Aérodrome de Diébougou
L'aérodrome de Diébougou est un aérodrome situé à Diébougou dans la province de Bougouriba, au Burkina Faso.